# أرنالدو ريبيرو
أرنالدو ريبيرو (بالبرتغالية: Arnaldo Ribeiro‏) هو كاهن كاثوليكي برازيلي، ولد في 7 يناير 1930 في بيلو هوريزونتي في البرازيل، وتوفي بنفس المكان في 15 ديسمبر 2009.